# Inter Airlines
Inter Airlines is een voormalige luchtvaartmaatschappij gevestigd in Antalya, Turkije. Het voerde voornamelijk vracht- en chartervluchten uit naar vakantiebestemmingen in Turkije en het Middellandse Zeegebied. Ze vloog vanuit heel Europa, maar voornamelijk vanuit België, Duitsland, Nederland en Denemarken.
De maatschappij werkte samen met grote touroperators zoals TUI, Thomas Cook en verhuurde ook vliegtuigen door middel van Wet lease aan andere maatschappijen.
Inter Airlines is de eerste maatschappij die het ISO 9001-stempel al in het eerste jaar van zijn bestaan ontving.

## Geschiedenis
Inter Airlines werd opgericht op 17 december 1999 en voerde zijn eerste vlucht uit op 4 april 2002 met een Boeing 737-800. De maatschappij was 100% eigendom van Birce Tours. In 2004 kocht het bedrijf 3 Fokker 100-toestellen. In 2006 schafte het 3 Airbus A321-toestellen aan; de 2 Boeings 737 werden van de hand gedaan. In 2007 bestond de vloot nog maar uit 3 Airbus A321-toestellen. In het winterseizoen van 2007 heeft Inter Airlines haar 3 Airbus A321-toestellen verhuurd.
Op 13 november 2008 heeft Inter Airlines haar activiteiten gestaakt.

## Vloot
In 2007:
- 3 Airbus A321

ACT Airlines · AJet · Corendon Airlines · Freebird Airlines · MNG Airlines · Pegasus Airlines · Southwind Airlines · SunExpress · Tailwind Airlines · Turkish Airlines ·  Turkish Cargo · ULS Airlines Cargo

Vluchten gestaakt: Air Anatolia · Ankair · AtlasGlobal · Bestair · Birgenair · Borajet · Fly Air · Inter Airlines · IZair · Orbit Express Airlines · Onur Air · Saga Airlines · Sky Airlines · Tarhan Tower Airlines · Turkuaz Airlines